# NGC 4679
NGC 4679 је спирална галаксија у сазвежђу Кентаур која се налази на NGC листи објеката дубоког неба.
Деклинација објекта је - 39° 34' 16" а ректасцензија 12h 47m 30,0s. Привидна величина (магнитуда) објекта NGC 4679 износи 12,8 а фотографска магнитуда 13,5. Налази се на удаљености од 53,278 милиона парсека од Сунца. NGC 4679 је још познат и под ознакама ESO 322-82, MCG -6-28-18, DCL 209, IRAS 12447-3917, PGC 43170.